# 1324
Évszázadok: 13. század – 14. század – 15. század
Évtizedek: 1270-es évek – 1280-as évek – 1290-es évek – 1300-as évek – 1310-es évek – 1320-as évek – 1330-as évek – 1340-es évek – 1350-es évek – 1360-as évek – 1370-es évek
Évek: 1319 – 1320 – 1321 – 1322 –  1323 – 1324 – 1325 – 1326 – 1327 – 1328 – 1329

## Események
- Károly Róbert 1324-ben Maros (a mai Nagymaros) lakóit Buda város kiváltságaival ruházta fel, s Marost Visegrád ikervárosává nevezte ki. A város kiváltságlevele szerint Győrtől Visegrádig, s onnan Földvárig (Dunaföldvár) a Dunán vámmentességet élveznek.

## Születések
- március 5. – II. Dávid skót király († 1371)

## Halálozások
- január 8. – Marco Polo itáliai utazó